# ABC (brytyjski zespół muzyczny)
ABC – brytyjski zespół popowy, stworzony latem 1980 przez muzyków grających wcześniej rock industrialny i związanych z grupą Vice Versa.
Od początku istnienia liderem ABC był wokalista Martin Fry, który deklarował się jako odnowiciel muzyki tanecznej. W twórczości zespołu można znaleźć elementy stylistyki zarówno późnego Roxy Music, jak i wykonawców zgromadzonych w wytwórni Motown. Przez niektórych krytyków zaliczany jest do bardziej popowej odmiany new romantic.
Zespół wylansował przeboje, takie jak m.in. „Poison Arrow”, „The Look of Love”, „All of My Heart” i „When Smokey Sings”. Z zespołem współdziałali producenci Trevor Horn i Bernard Edwards.

## Skład zespołu
- Martin Fry – śpiew
- Mark White – gitara, keyboard (1980-1992)
- Stephen Singleton – saksofon (1980-1984)
- Mark Lickley – bas (1980-1982)
- David Palmer – perkusja
- David Robinson – perkusja (1980-1982)
- Andy Newmark – perkusja (1983)
- Alan Spenner – bas (1983)
- Fiona Russell-Powell – śpiew, perkusja (1985)
- David Yarritu – śpiew (1985)
- Glenn Gregory – śpiew (1995-1997)
- Keith Lowndes – gitara (1995-1997)

## Dyskografia

### Single
- Tears Are Not Enough (1981)
- Poison Arrow (1982)
- The Look of Love (1982)
- All of My Heart (1982)
- That Was Then but This Is Now (1983)
- S.O.S. (1984)
- Be Near Me (1985)
- How To Be A Millionaire (1986)
- Vanity Kills (1986)
- Ocean Blue (1986)
- When Smokey Sings (1987)
- The Night You Murdered Love (1987)
- King Without a Crown (1988)
- One Better World (1989)
- The Real Thing (1989)
- The Look of Love '90 (1990)
- Love Conquers All (1991)
- Say It (1991)
- Rolling Sevens (1997)
- Skyscraping (1997)
- Stranger Things (1997)
- Peace and Tranquility (2001)
- The Very First Time (2008)
- Ride (2008)
- Love Is Strong (2008)
- High & Dry (2015)
- Viva Love (2016)

### Albumy
- The Lexicon of Love (1982)
- Beauty Stab (1983)
- How to Be a...Zillionaire! (1985)
- Alphabet City (1987)
- Up (1989)
- Absolutely (1990)
- Abracadabra (1991)
- The Remix Collection (1993)
- Skyscraping (1997)
- Stranger Things (1997)
- The Lexicon of Live (1999)
- Millenium Edition (2000)
- One Better World (2000)
- Look of Love – The Very Best of ABC (2001)
- Traffic (2008)
- The Lexicon of Love II (2016)